# Arno Chevrier
Pour les articles homonymes, voir Chevrier (homonymie).
Arno Chevrier est un acteur français.

## Filmographie

### Cinéma

#### Longs métrages
- 1986 : Autour de minuit de Bertrand Tavernier
- 1988 : In extremis de Olivier Lorsac
- 1989 : Un été d'orages de Charlotte Brandström
- 1990 : Adrénaline de Alain Robak
- 1991 : La Valse des pigeons de Michaël Perrotta : Pierrot
- 1991 : On peut toujours rêver de Pierre Richard : un motard
- 1991 : Fortune Express de Olivier Schatzky : Chiffre no 4
- 1992 : La Fille de l'air de Maroun Bagdadi : Micky
- 1993 : Trois couleurs : Bleu de Krzysztof Kieslowski
- 1993 : Henri le vert de Thomas Koerfer : Lys
- 1994 : Grosse Fatigue de Michel Blanc : un voyou
- 1996 : Pédale douce de Gabriel Aghion : Bibiche
- 1996 : Salut cousin ! de Merzak Allouache : Goudrand
- 1997 : Arlette de Claude Zidi : le routier Mickey
- 1997 : La Femme de chambre du Titanic de Bigas Luna : Al
- 1998 : Frau Rettich, die Czerni und ich de Markus Imboden : LKW Fahrer Frankreich
- 1998 : Le Nain rouge de Yvan Le Moine : Bob
- 1998 : Le Clone de Fabio Conversi : Jean-Claude, l'agent de sécurité
- 1999 : Agnes Browne de Anjelica Huston : Pierre
- 2003 : Le Veilleur de Frédéric Brival
- 2004 : Le Gamin de Miguel Albaladejo : Manuel
- 2005 : Iznogoud de Patrick Braoudé : Dilat Laraht
- 2005 : La cloche a sonné de Bruno Herbulot : Antoine
- 2005 : Il ne faut jurer de rien ! de Éric Civanyan : le borgne
- 2008 : Mes stars et moi de Lætitia Colombani : le régisseur
- 2009 : Le missionnaire de Roger Delattre : Garagiste
- 2013 : Love Love Love de Bruno Mercier : Poupon
- 2022 : Le Médecin imaginaire d'Ahmed Hamidi : Le photographe

#### Courts métrages
- 1992 : Lady Bag
- 1999 : Faire-part : le conducteur
- 2009 : Shadow Words : Jogger
- 2019 : Genre Humaine : le père
- 2021 : La punchline : le tueur

### Télévision
- 1991 : Le Gang des tractions (série télévisée)
- 1991-2003 : Navarro (téléfilm) : Ali Benazik en 1991 dans l'épisode "Les chasses neiges" il joue le rôle d'Edy
- 1993 : Charlemagne, le prince à cheval (série télévisée) : Roger
- 1993 : Ascension Express (téléfilm) : Le moniteur
- 1995 : Maigret (Maigret et l'affaire de Saint-Fiacre) (téléfilm) : le curé
- 1997 : Rachel et ses amours de Jacob Berger (téléfilm) : Ebenezer
- 1998 : Une femme d'honneur (téléfilm) : Bob Grimbert
- 1998 : Marseille (téléfilm) : Manu Le Grand
- 1998 : En quête d'identité de Éric Woreth (téléfilm) : Calverro
- 1999 : Vérité oblige (téléfilm) : Thomas Beckman
- 2000 : Victoire, ou la douleur des femmes (feuilleton TV) : Georges Georges
- 2000 : Madame le Proviseur (téléfilm) : Laurent Danton
- 2000 : Marée blanche (téléfilm) : Petit Pierre
- 2001 : À bicyclette (téléfilm) : Gérard
- 2001 : L'Innocente (téléfilm) : maître Valère
- 2001 : Docteur Sylvestre (téléfilm) : Louis
- 2002 : Les Rebelles de Moissac (téléfilm) : Daniel
- 2002 ; Navarro s15 ép.04 ; Ali Ben Azri
- 2003 : Franck Keller (téléfilm) : capitaine Grégoire
- 2005 : Une vie (téléfilm) : le comte de Fourville
- 2006 : L'Affaire Villemin (série télévisée) : Jacques Servais
- 2009 : Sœur Thérèse.com - Gros lot (téléfilm) : La Trompette
- 2010 : Gossip Girl (1 épisode) : Alphonse
- 2010 : Tempêtes de Dominique Baron, Marc Rivière et Michel Sibra (téléfilm) : Montfort
- 2011 : Flics (série télévisée) : Vandersson
- 2012 : L'Été des Lip de Dominique Ladoge (téléfilm)
- 2012 : Clemenceau d'Olivier Guignard (téléfilm) : Journaliste
- 2013-2014 : Falco - (saison 1 et 2) 11 épisodes (série télévisée) : Commissaire Jean-Paul Ménard
- 2022 : Crime à Ramatuelle de Nicolas Picard-Dreyfuss : Serge Castanier
- 2024 : Bouchon de Éléonore Costes : Jean-Paul, le père

## Théâtre
- 2012-2013 : Que la noce commence, d’après Horațiu Mălăele, mise en scène de Didier Bezace, Théâtre de la Commune,  Aubervilliers[1]